# Campionato mondiale di football americano 2003
Il campionato mondiale di football americano 2003 ((EN)  2003 IFAF World Cup), noto anche come Germania 2003 in quanto disputato in tale Stato, è stata la seconda edizione del campionato mondiale di football americano per squadre nazionali maggiori maschili organizzato dalla IFAF.
Ha avuto inizio il 10 luglio 2003 e si è concluso il 12 luglio 2003.

## Stadi
Distribuzione degli stadi del campionato mondiale di football americano 2003
| Wiesbaden                      | Stadion an der Berliner Straße (Wiesbaden) Herbert Dröse Stadion (Hanau) | Hanau                 |
| Stadion an der Berliner Straße | Stadion an der Berliner Straße (Wiesbaden) Herbert Dröse Stadion (Hanau) | Herbert Dröse Stadion |
| 50°04′10.89″N 8°15′25.87″E     | Stadion an der Berliner Straße (Wiesbaden) Herbert Dröse Stadion (Hanau) | 50°08′34″N 8°52′59″E  |
| Capacità: 11 498               | Stadion an der Berliner Straße (Wiesbaden) Herbert Dröse Stadion (Hanau) | Capacità: 16 000      |
| Altitudine: m s.l.m.           | Stadion an der Berliner Straße (Wiesbaden) Herbert Dröse Stadion (Hanau) | Altitudine: m s.l.m.  |
|                                | Stadion an der Berliner Straße (Wiesbaden) Herbert Dröse Stadion (Hanau) |                       |

## Squadre partecipanti
| Pr. | Squadra  | Data di qualificazione | Qualificata in quanto                                                       | Ultima partecipazione |
| --- | -------- | ---------------------- | --------------------------------------------------------------------------- | --------------------- |
| 1   | Giappone | 23 febbraio 2003       | Campione uscente e vincitrice dello spareggio con la Corea del Sud          | Italia 1999           |
| 2   | Messico  |                        |                                                                             | Italia 1999           |
| 3   | Germania |                        | Nazione organizzatrice                                                      | Esordiente            |
| 4   | Francia  | 26 ottobre 2002        | Vincitrice dello spareggio con la Finlandia (e in precedenza con la Svezia) | Esordiente            |

## Tabellone
|  | Semifinali | Semifinali | Semifinali |         |          | Finale               | Finale               | Finale               |  |
|  |            |            |            |         |          |                      |                      |                      |  |
|  | Giappone   | Giappone   | 23         |         |          |                      |                      |                      |  |
|  | Giappone   | Giappone   | 23         |         |          |                      |                      |                      |  |
|  | Francia    | Francia    | 6          |         |          |                      |                      |                      |  |
|  | Francia    | Francia    | 6          |         | Giappone | Giappone             | 34                   |                      |  |
|  |            |            |            |         | Giappone | Giappone             | 34                   |                      |  |
|  |            |            | Messico    | Messico | 14       |                      |                      |                      |  |
|  | Messico    | Messico    | Messico    | Messico | 14       | 21                   |                      |                      |  |
|  | Messico    | Messico    |            |         |          | 21                   |                      |                      |  |
|  | Germania   | Germania   | 17         |         |          | Finale 3º - 4º posto | Finale 3º - 4º posto | Finale 3º - 4º posto |  |
|  | Germania   | Germania   | 17         |         |          |                      |                      |                      |  |
|  |            |            |            |         |          |                      |                      |                      |  |
|  |            |            |            |         |          | Francia              | Francia              | 7                    |  |
|  |            |            |            |         |          | Francia              | Francia              | 7                    |  |
|  |            |            |            |         |          | Germania             | Germania             | 36                   |  |

## Risultati

### Semifinali
| Wiesbaden 10 luglio 2003, ore 14:00 Incontro 1 | Giappone   | 23 – 6 (0-0 0-0 20-0 3-6) referto | Francia | Stadion an der Berliner Straße (1200 spett.)\| Arbitro: \| Jim Briggs \| |
| Arbitro:                                       | Jim Briggs |                                   |         |                                                                          |

| Wiesbaden 10 luglio 2003, ore 18:00 Incontro 2 | Messico     | 21 – 17 (7–0 0–3 7–0 7–14) referto | Germania | Stadion an der Berliner Straße (1600 spett.)\| Arbitro: \| Fereed Adus \| |
| Arbitro:                                       | Fereed Adus |                                    |          |                                                                           |

### Finali

#### Finale 3º - 4º posto
| Hanau 12 luglio 2003, ore 13:59 Incontro 3 | Germania    | 36 – 7 (9-0 6-7 14-0 7-0) referto | Francia | Herbert Dröse Stadion (2600 spett.)\| Arbitro: \| Fereed Adus \| |
| Arbitro:                                   | Fereed Adus |                                   |         |                                                                  |

#### Finale
| Hanau 12 luglio 2003, ore 17:59 Incontro 4 | Giappone   | 34 – 14 (0–7 17–0 7–7 10–0) referto | Messico | Herbert Dröse Stadion (2600 spett.)\| Arbitro: \| Jim Briggs \| |
| Arbitro:                                   | Jim Briggs |                                     |         |                                                                 |

## Campione
| Campione del Mondo 2003 Giappone (2º titolo) |